# Oxira frontalis
Oxira frontalis är en fjärilsart som beskrevs av Moore 1884. Oxira frontalis ingår i släktet Oxira och familjen nattflyn. Inga underarter finns listade i Catalogue of Life.